# The Air That I Breathe
Singles de The Hollies
The Day That Curly Billy Shot Down Crazy Sam McGee
(1973) Son of a Rotten Gambler
(1974)
The Air That I Breathe est une chanson écrite par l'auteur-compositeur-interprète britannique Albert Hammond et Michael Hazlewood, initialement enregistrée par Hammond sur son premier album, It Never Rains in Southern California (1972). La chanson est notamment reprise par le groupe The Hollies pour l'album Hollies au début de 1974. Cette version, sortie le 25 janvier 1974, rencontre le succès, atteignant la deuxième place du Singles Chart britannique. Ce fut le dernier grand succès du groupe.

## Réception

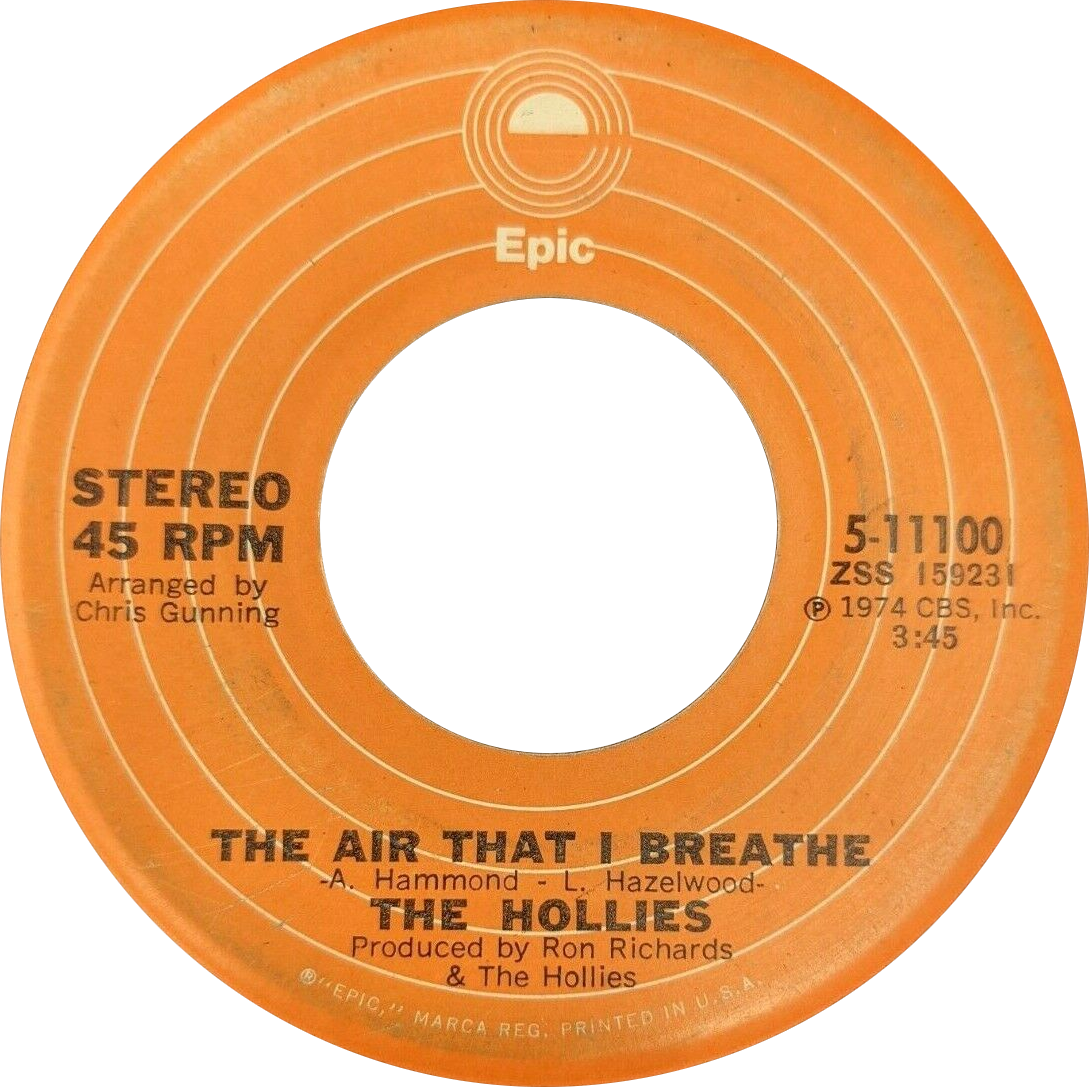
La face A du 45 tours sorti aux États-Unis chez Epic Records.

The Air That I Breathe a été un grand succès pour les Hollies au début de 1974, atteignant la deuxième place du classement UK Singles Chart. Au milieu de l'année 1974, elle a atteint la sixième place du Billboard Hot 100 aux États-Unis et la troisième place du classement Adult Contemporary. Au Canada, la chanson a atteint la cinquième place du Top 100 du magazine RPM. L'ingénierie audio de The Air That I Breathe est réalisée par Alan Parsons. Dans une interview, Parsons mentionne qu'Eric Clapton a dit que la première note de The Air That I Breathe avait plus de « soul » que tout ce qu'il avait jamais entendu.
Cette version de la chanson est arrangée avec un orchestre à cordes et une section de cuivres.
Dans un article paru dans Record World, il est écrit à propos de la version des Hollies que « le contenu puissant est superbement interprété ».

## Postérité
La chanson Creep de Radiohead (1992) utilise une progression d'accords similaire et partage un certain contenu mélodique avec la version de 1972 de The Air That I Breathe. En conséquence, l'éditeur de la chanson a poursuivi Radiohead pour atteinte au droit d'auteur et un accord a été conclu dans lequel Albert Hammond et Michael Hazlewood se sont vus attribuer des crédits de co-écriture et une partie des redevances,,.

## Listes des pistes
| A. | The Air That I Breathe | Albert Hammond, Michael Hazlewood | 4:11 |
| B. | No More Riders         | David Gordon, Terry Sylvester     | 2:52 |

## Crédits
The Hollies
- Allan Clarke – chant principal, harmonie et chœurs
- Tony Hicks – harmonie et chœurs, guitare électrique
- Terry Sylvester (en) – harmonie et chœurs, guitare rythmique acoustique
- Bobby Elliott (en) – batterie, tam-tams overdubbés supplémentaires
- Bernie Calvert (en) – basse

Musiciens supplémentaires et personnel de production
- The Hollies – producteurs
- Ron Richards (en) – producteur
- Alan Parsons – ingénieur du son
- Chris Gunning – arrangements orchestraux

Crédits provenant de Richard Buskin et l'ingénieur du son Alan Parsons.

## Classements et certifications
| Classement (1974)                       | Meilleure position |
| --------------------------------------- | ------------------ |
| Afrique du Sud (Springbok Top 20)       | 1                  |
| Allemagne de l'Ouest (Media Control)    | 4                  |
| Australie (Kent Music Report)           | 2                  |
| Autriche (Ö3 Austria Top 40)            | 3                  |
| Belgique (Flandre Ultratop 50 Singles)  | 5                  |
| Belgique (Wallonie Ultratop 50 Singles) | 27                 |
| Canada (Top Singles)                    | 5                  |
| Canada (Adult Contemporary Tracks)      | 5                  |
| États-Unis (Hot 100)                    | 6                  |
| États-Unis (Easy Listening)             | 3                  |
| États-Unis (Cash Box Top 100)           | 7                  |
| Irlande (IRMA)                          | 6                  |
| Nouvelle-Zélande (Listener)             | 1                  |
| Pays-Bas (Nederlandse Top 40)           | 2                  |
| Pays-Bas (Nationale Hitparade)          | 1                  |
| Royaume-Uni (UK Singles Chart)          | 2                  |

| Classement (1974)                    | Position |
| ------------------------------------ | -------- |
| Afrique du Sud (Springbok Top 20)    | 9        |
| Allemagne de l'Ouest (Media Control) | 14       |
| Australie (Kent Music Report)        | 26       |
| Autriche (Ö3 Austria Top 40)         | 18       |
| Belgique (Flandre Ultratop)          | 36       |
| Canada (Top Singles)                 | 69       |
| États-Unis (Billboard Hot 100)       | 50       |
| États-Unis (Cash Box Top 100)        | 66       |
| Pays-Bas (Nederlandse Top 40)        | 16       |
| Pays-Bas (Nationale Hitparade)       | 15       |

### Certifications
| Région                                | Certification | Ventes/Streams |
| ------------------------------------- | ------------- | -------------- |
| États-Unis (RIAA)                     | Or            | 1 000 000^     |
| Royaume-Uni (BPI)                     | Argent        | 250 000^       |
| ^Mise en rayon selon la certification |               |                |

## Reprises
La chanson The Air That I Breathe a fait l'objet de nombreuses autres reprises, notamment celles de :
- Phil Everly sur son album Star Spangled Springer de 1973[35] ;
- Olivia Newton-John sur son album Have You Never Been Mellow de 1975 et, plus tard, sur l'édition « Deluxe » de 2022 de sa compilation Olivia Newton-John's Greatest Hits ;
- Rex Allen Jr. (en) en 1983. Cette version a été publiée pour le marché de la musique country. La version d'Allen s'est classée 37e au Billboard Hot Country Singles en décembre 1983[36] ;
- Julio Iglesias en 1984 comme quatrième single de son album 1100 Bel Air Place ;
- le groupe de hard rock suédois Alien sur l'album éponyme de 1989 ;
- K.D. Lang sur son album Drag de 1997 ;
- Simply Red comme troisième single de l'album Blue de 1998[37]. Cette version atteint la cinquième place en Écosse, la sixième au Royaume-Uni et la dix-septième en Autriche. Dans l'Eurochart Hot 100, elle atteint la 35e place[38] ;
- le groupe Semisonic sur le maxi-single Singing in My Sleep en 1998 ;
- The Mavericks sur leur album éponyme de 2003. Leur version atteint la 59e place du classement Billboard Hot Country Songs[39].